# Strip (Unix)
strip — утилита, используемая в Unix, Plan 9 и ряде unix-подобных операционных систем, удаляющая из исполняемых двоичных программ и объектных файлов информацию, которая не является существенной или необходимой для нормального и правильного выполнения, что потенциально приводит к повышению производительности и иногда к значительно меньшему использованию дискового пространства.
Удаляемая информация может состоять из информации об отладке и таблице символов; однако стандарт оставляет объём изменений в двоичном файле на усмотрение разработчика программы strip.
Кроме того, использование strip может повысить безопасность двоичного файла от обратной разработки, поскольку сравнительно труднее проанализировать двоичный файл без дополнительной информации, которая удаляется.
Результат strip может быть достигнут непосредственно компоновщиком; например, в GCC с ключом -s.
Проект GNU поставляет реализацию strip как часть пакета GNU Binutils. Также утилита была перенесена на некоторые другие операционные системы, включая Microsoft Windows.